# L'Affaire de l'invention volée
L'Affaire de l'invention volée (The Underdog) est un téléfilm britannique de la série télévisée Hercule Poirot, réalisé par John Bruce, sur un scénario de Bill Craig, d'après la nouvelle Le Souffre-douleur, d'Agatha Christie.
Ce téléfilm, qui constitue le 35e épisode de la série, a été diffusé pour la première fois le 24 janvier 1993 sur le réseau d'ITV.

## Synopsis
Hastings part rejoindre un ami, Charles, pour une partie de golf. Poirot l'accompagne car ils sont invités ensuite chez l'oncle de Charles, Sir Reubens, PDG d'une entreprise de chimie, qui possède la plus belle collection de miniatures belges en bronze. Poirot et Hastings s'aperçoivent que leur hôte est détesté de tous et ils ne sont pas surpris lorsque le lendemain il est retrouvé mort dans son bureau. Entre affaires privées et secrets industriels, Poirot ne manque pas de suspects.

## Fiche technique
- Titre français : L'Affaire de l'invention volée
- Titre original : The Underdog
- Réalisation : John Bruce
- Scénario : Bill Craig, d'après la nouvelle Le Souffre-douleur (1926) d'Agatha Christie
- Décors : Rob Harris
- Costumes : Barbara Kronig
- Photographie : Chris O'Dell
- Montage : Derek Bain
- Musique originale : Christopher Gunning
- Casting : Rebecca Howard et Kate Day
- Production : Brian Eastman
  - Production déléguée : Nick Elliott
- Sociétés de production : Carnival Films, London Weekend Television
- Durée : 50 minutes
- Pays d'origine :  Royaume-Uni
- Langue originale : Anglais
- Genre : Policier
- Ordre dans la série : 35e - (2e épisode de la saison 5)
- Première diffusion :
  -  Royaume-Uni : 24 janvier 1993 sur le réseau d'ITV

## Distribution
- David Suchet (VF : Roger Carel) : Hercule Poirot
- Hugh Fraser (VF : Jean Roche) : Capitaine Arthur Hastings
- Pauline Moran (VF : Laure Santana) : Miss Felicity Lemon
- Ann Bell : Lady Astwell
- Adie Allen : Lily Margrave
- Denis Lill (VF : Jacques Ciron) : Sir Reubens Astwell
- Jonathan Phillips : Charles Leverson
- Bill Wallis (VF : Pierre Baton) : Horace Trefusis (le chimiste en chef)
- Ian Gelder : Victor Astwell
- Andrew Seear : Humphrey Naylor
- Lucy Davidson : Gladys
- John Evitts : Parsons
- Michael Vaughan : un sergent
- Charles Armstrong : le réceptionniste de l'hôtel